# Farnese-kert
A Farnese-kert Rómában, a Palatinuson elhelyezkedő kert. Kialakítására a 16. században került sor. III. Pál pápa unokája, Alessandro Farnese bíboros nevéhez fűződik, aki Tiberius palotájának romjait vette meg, s töltette fel. Európa legelső botanikus kertjeinek egyikét teremtette meg ezáltal, melyet teraszosan építtetett ki a Vesta-szüzek házától a Germalusig. Innen terjedt el sok növényfajta Európában, melyek közül említést érdemel az ún. Acacia farnesiana. 
A kertben különböző rendezvények is zajlottak, Farnese nemcsak nagyvilági társaságot hívott, hanem kurtizánok is látogatták kertjét. 
Mikor a Palatinuson ásatásokat tartottak, a kertet is feltárták, de utólag eredeti formájában helyreállították.